# Peter von Schaumberg
Peter von Schaumberg (Mitwitz, 22 de fevereiro de 1388 - castelo de Dillinger, 12 de abril de 1469) foi um cardeal do século XV.

## Biografia
Nasceu em Mitwitz em 22 de fevereiro de 1388. Filho de George IV von Schaumberg e sua esposa, Elizabeth von Schweinshaupten. Dois de seus irmãos, Georg e Otto, pertenciam ao capítulo da catedral de Würzburg. Ele foi chamado de Cardeal Augsburg.
Estudos iniciais na escola catedral de Würzburg; ele também estudou na Universidade de Heidelberg desde 1409; e a partir de 1419, estudou direito na Universidade de Bolonha.
Em 1408, ele obteve o direito de ser canonizado no capítulo da catedral de Bamberg. Depois de terminar os estudos, foi para Roma, onde foi nomeado camareiro papal, cubículo papal e familiar. Em 1420, tornou-se juiz e cônego do capítulo de Wurtzburg. Vigário geral da Arquidiocese de Bamberg, 1422-1424. Arquidiácono do capítulo da catedral de Bamberg, 1423.
Ordenado em 1423. Após a renúncia do arcebispo de Bamberg, o capítulo da catedral não conseguiu chegar a um acordo sobre um sucessor, e o Papa Martinho V elegeu Vigário Geral Schaumberg.
Eleito bispo de Augsburg em 27 de fevereiro de 1424; permaneceu em Roma até 2 de maio de 1424, quando foi para Augsburgo; tomou posse em 22 de agosto de 1424. Consagrado, provavelmente em 1426 ou 1427 (não foram encontradas mais informações). Ao serviço do rei Sigismundo (imperador a partir de 1431), participou no conflito com os hussitas; em 1427, contribuiu com cem cavaleiros para o exército do reino contra os hussitas na Boêmia; de 1427 a 1429, ele tentou mediar entre Appenzell e Sankt Gallert. Em 1431, ele foi enviado à França pelo rei Sigismundo para tentar reconciliar o rei Henrique VI da Inglaterra, o duque Filipe da Borgonha e o rei Carlos VII da França; a missão não teve sucesso. Participou do Concílio de Basileia de 1432 a 1433; primeiro como bispo de Augsburgo e depois como representante do imperador Sigismundo; foi tesoureiro do conselho por quatro meses; além disso, pertencia à mais alta corte do conselho; e com outros dois bispos foi enviado como enviado do conselho para novas discussões de paz entre os reis da França e da Inglaterra e o duque da Borgonha em Auxerre; em 1433-1434, foi como enviado do concílio, com outros sete bispos e teólogos, a Praga, a fim de avançar nas negociações com os hussitas e criar as bases para o Pacto de Praga. Tal como o imperador, ele tentou seguir um caminho intermédio entre as exigências e exigências do concílio e as do Papa Eugénio IV. Também sob o sucessor de Sigmund, o imperador Albrecht II Habsburgo, o bispo de Augsburgo foi consultado para assuntos importantes do reino; permaneceu até 1438-1439 como representante do reino no Conselho de Basileia, para que a assembleia o transferisse para outro local. Como representante real, participou das Dietas de Mainz (março de 1439) e Frankfurt (novembro de 1439); também, o sucessor de Albrecht, o imperador Frederico III, confiou ao experiente advogado e diplomata habilidoso tarefas importantes nas Dietas de 1441, 1445, 1446, 1447, 1456; e na corte, 1447-1451; e como enviado imperial às negociações com a coroa francesa em 1444; e com a Cúria Romana em 1446.
Criado cardeal sacerdote no consistório de 18 de dezembro de 1439; recebeu o título de S. Vitale, em 8 de janeiro de 1440. Entrou em Roma e recebeu o barrete vermelho no consistório de 18 de abril de 1450; provavelmente adiou a sua investidura como cardeal para poder manter a sua neutralidade no conflito entre o papa e o concílio; o papa encerrou as cerimônias de sua promoção ao cardinalato no dia 24 de abril seguinte; deixou Roma rumo à Alemanha em 27 de fevereiro de 1451. Cardeal primo prete em agosto de 1458. Não participou do conclave de 1447 , que elegeu o Papa Nicolau V. Não participou do conclave de 1455 , que elegeu o Papa Calisto III. Não participou do conclave de 1458 , que elegeu o Papa Pio II. Não participou do conclave de 1464 , que elegeu o Papa Paulo II. O novo papa nomeou-o legado a latere em 1467. Na primavera de 1469, ele adoeceu em Nierenleiden devido a uma doença renal.
Morreu em castelo de Dillinger em Sexta-feira, 12 de abril de 1469. Seu corpo foi transferido para Augsburg e sepultado na capela dos Santos Vitalis e Martinho (hoje capela de Augustinus) na catedral daquela cidade; uma pedra com sua figura foi colocada em seu túmulo. Suas exéquias foram celebradas em Roma, presididas pelo papa, em 30 de maio de 1469. Seu túmulo foi profanado pelos protestantes no século XVI.